# Березіт
Березі́т (рос. Березит) — селище у складі Єкатеринбурзького міського округу Свердловської області.
Населення — 112 осіб (2010, 95 у 2002).
Національний склад станом на 2002 рік: росіяни — 93 %.